# Fuchsia triphylla
Espèce
Synonymes
- Fuchsia racemosa Lam.[2] [3] [4]

Fuchsia triphylla est une espèce de plantes à fleurs de la famille des Onagraceae. Ce fuchsia arbustif est originaire d'Hispaniola aux Caraïbes. 
Cette plante est la première espèce du genre qui ait été décrite en 1753 par le naturaliste suédois Carl von Linné (1707-1778). L'épithète spécifique triphylla, choisie d'après le nom donné par son découvreur Charles Plumier à Saint-Domingue, signifie « à trois feuilles », bien que les feuilles groupées par deux soient plus nombreuses que celles qui sont groupées par trois.

## Horticulture
Avec Fuchsia boliviana et F. fulgens, cette espèce est à la base de nombreux hybrides et cultivars dès le XVIIIe siècle. Par exemple des variétés qui résistent mieux à la chaleur comme 'Andenken Heinrich Henkel' de Rehnelt en 1887, ou en 1905 'Gottingen' de l'horticulteur allemand Karl Bondstedt qui obtient à la même date le florifère 'Traudchen bonsstedt'. Ils sont suivis de nombreux autres au XXe siècle, notamment entre deux guerres mondiales avec l'engouement pour cette plante des américains de l'American Fuchsia Society et des britanniques de la société britannique des fuchsias,.